# Ofensiva de Montenegro em 1942
A Ofensiva de Montenegro em 1942 foi uma operação de contrainsurgência liderada pela Itália na Segunda Guerra Mundial, que teve como alvo os Partisans Iugoslavos na Província italiana de Montenegro e na região oriental da Herzegovina do Estado Independente da Croácia (NDH). Foi realizado de meados de maio a junho de 1942, com a participação das forças Chetnik do lado italiano. A ofensiva seguiu-se à conclusão da Operação Trio Alemã-Italiana no leste da Bósnia. Juntas, essas duas operações compõem o que ficou conhecido como a Terceira Ofensiva Inimiga na historiografia iugoslava.
A ofensiva resultou na expulsão de quase todos os guerrilheiros de Montenegro e da Herzegovina oriental.